# Antic Club de Regates

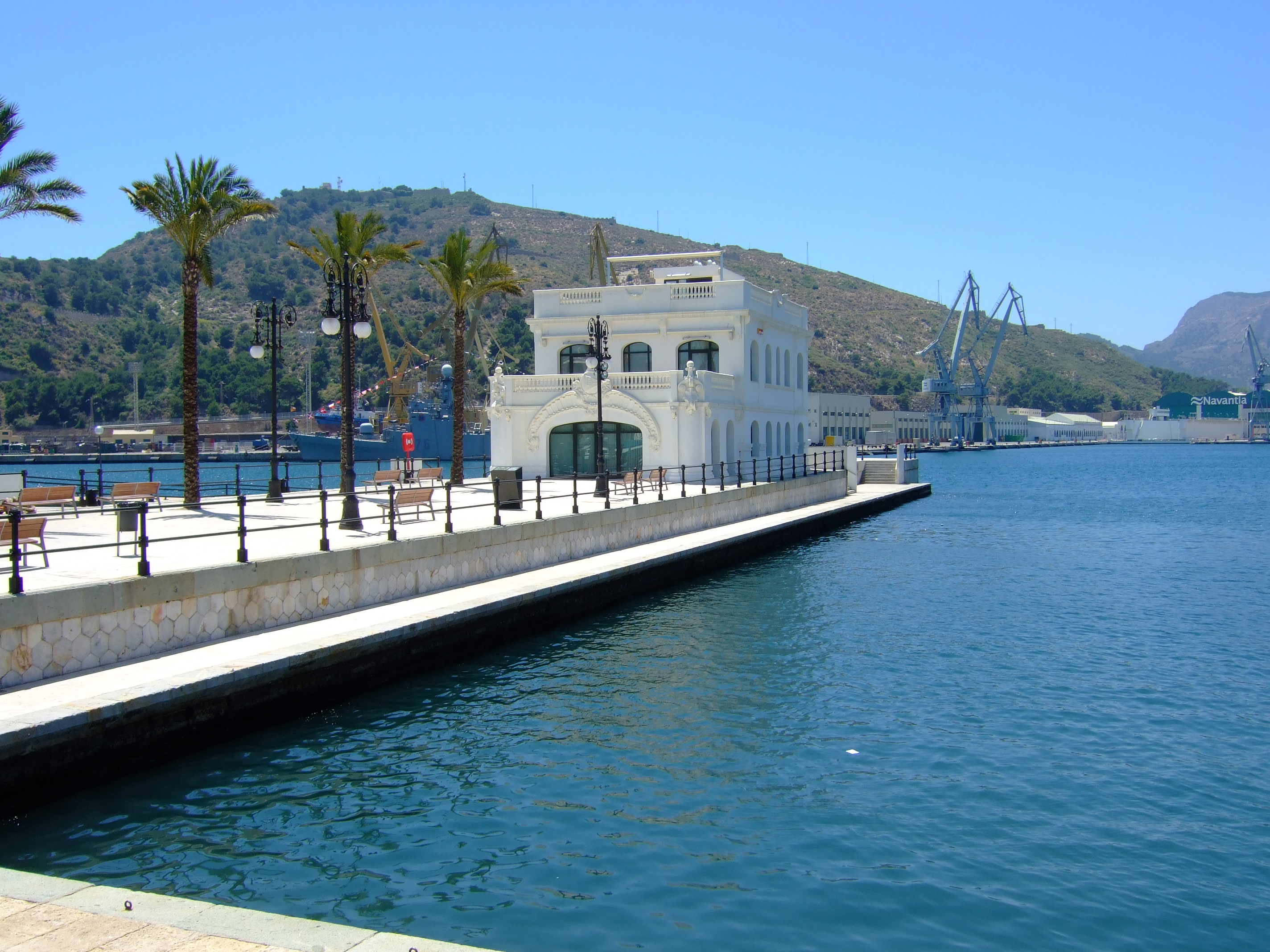
Vista des de la dàrsena de botes.

L'Antic Club de Regates és un club nàutic construït per l'arquitecte Mario Spottorno en 1912, en el port de la ciutat espanyola de Cartagena (Múrcia). Des de 1988 està catalogat com Bé d'Interès Cultural (BIC).
El Club de Regates va ser construït per l'arquitecte de Cartagena Mario Spottorno y Sanz de Andino (1878-1912) segons plànols dissenyats en 1907. L'obra va començar al juny de 1911 i va concloure amb gran rapidesa, ja que va ser inaugurat el 14 d'abril de 1912. Des de fa anys persisteix el dubte de si l'autoria va ser de Spottorno o del tortosí Víctor Beltri i Roqueta, alimentada pel fet que en la façana s'observin elements característics de l'obra de Beltrí, com la decoració amb motius florals o l'arc de l'entrada.
Sigui com sigui, altres aspectes originals d'aquest edifici de dos pisos amb una planta de 20 per 30 metres són els finestrals de la primera planta i una balconada correguda en la segona.
La festa d'inauguració del Club de Regates es va celebrar amb gran ostentació i exclusivitat, amb l'assistència de la burgesia de la ciutat, les autoritats municipals i una representació de la Família Reial Espanyola. Amb el temps, el club nàutic es va traslladar a una nova seu construïda per l'Autoritat Portuària, i l'antiga va sofrir un abandó que va acabar amb un incendi el 27 de febrer de l'any 2001. L'estructura va haver de ser demolida, i en el seu lloc es va construir una rèplica de l'emblemàtica construcció seguint els esquemes de l'arquitecte Iván Martínez. La nova inauguració es va produir el 12 de juliol de 2006.